# Melena
Con il termine melena (dal greco μέλαινα, mèlaina, propr. femminile dell'aggettivo μέλας, mèlas, "nero" [sottinteso νόσος, nòsos, "malattia"]) ci si riferisce alla emissione, attraverso l'ano, di feci con sangue digerito.

## Manifestazioni cliniche
Si manifesta come una diarrea putrida di colore nero pece. Le feci assumono un colorito nerastro, appaiono untuose con un aspetto catramoso (feci picee). Si caratterizzano inoltre per essere decisamente fetide con un tipico odore molto acido.
Il colore nero è causato dalla ossidazione del ferro dell'emoglobina durante il suo passaggio attraverso l'ileo e colon.
Il segno è invariabilmente associato ad una emorragia gastrointestinale. La melena presuppone un versamento di sangue nel lume enterico di almeno 50 ml. La melena non è considerata un'emergenza medica, poiché generalmente associata ad un sanguinamento lento. Tuttavia è necessaria l'ospedalizzazione del paziente per escludere cause gravi e prevenire l'evoluzione del problema.

## Melena ed ematochezia
Il sanguinamento proveniente dal tratto gastrointestinale inferiore (ad esempio il colon sigma ed il retto) è generalmente associato con il passaggio di sangue rosso (ematochezia). Questo è particolarmente vero in presenza di sanguinamento vivace. Il sangue agisce come un agente lassativo nell'intestino, promuovendo la peristalsi ed il passaggio di feci. Solo il sangue che proviene da una sorgente alta (ad esempio l'intestino tenue), ed il sanguinamento da una zona più bassa che si verifica abbastanza lentamente da permettere la 'digestione' enzimatica sono associati a melena. Per questo motivo la melena è spesso associata a sanguinamento che origina nello stomaco o nel duodeno (tratto gastrointestinale superiore), causato per esempio da un'ulcera peptica. Secondo una stima approssimativa sono necessarie circa 14 ore perché il sangue sia digerito dagli enzimi nel lume intestinale. Perciò se il tempo di transito intestinale è inferiore alle 14 ore, il paziente avrà ematochezia, al contrario se è superiore alle 14 ore il paziente si presenterà con melena. In passato in molti testi medici si leggeva che la melena si verifica solo se la fonte del sanguinamento è al di sopra del legamento di Treitz. In realtà esistono numerose eccezioni a questa regola.

## Eziologia
La melena è dovuta principalmente a:
- Sanguinamento gastrico o da ulcera peptica
- Sanguinamento di varici esofagee
- Lesioni della giunzione esofago-gastrica a seguito di vomito violento (Mallory-Weiss)
- Lesioni da corpo estraneo
- Infarto intestinale (mancanza di flusso sanguigno all'intestino)
- Malformazioni vascolari
- Neoplasie dell'apparato digerente
- Febbre gialla
- Assunzione di alcool
- Assunzione di farmaci anticoagulanti o di antinfiammatori

La causa più comune di melena è l'ulcera peptica. Qualsiasi altra causa di sanguinamento del tratto gastrointestinale superiore-intestinale, o anche del colon ascendente, può causare melena. La melena può anche essere un segno di sovradosaggio di anticoagulanti, come il warfarin o l'acenocumarolo. Può anche essere in relazione con sanguinamento dovuto ad alcune neoplasie (dell'esofago, dello stomaco o dell'intestino tenue), anche se il segno più importante ed utile in questi casi è l'ematemesi. Altre cause mediche di melena comprendono la gastrite, le varici esofagee e la sindrome di Mallory-Weiss.

## Diagnosi
Un'attenta anamnesi ed un accurato esame obiettivo debbono essere eseguiti in tutti i pazienti.
Si debbono eseguire esami ematochimici di routine che includono emocromo, funzionalità epatica e test di coagulazione (tempo di protrombina, tempo di tromboplastina parziale, conta delle piastrine). L'emoglobina e l'ematocrito debbono essere eseguiti in modo seriato per quantificare l'entità del sanguinamento.
L'esame obiettivo deve includere l'esplorazione digitale rettale.

Un sondino nasogastrico dovrebbe essere posizionato per confermare la presenza di un sanguinamento del tratto gastrointestinale superiore. Va ricordato che la sensibilità di tale tecnica è decisamente bassa..
Un'endoscopia digestiva può essere utilizzata per diagnosticare la sede del sanguinamento. Inoltre è possibile ricorrere alla emostasi di una lesione sanguinante per via endoscopica.
Arteriografia: utile solo in caso di un sanguinamento di entità superiore ad 1cc al minuto.

## Diagnosi differenziale
Alcune cause di "falsa" melena comprendono:
- Integrazione della dieta con compresse di ferro, carbone o bismuto.
- Sangue ingerito a seguito di epistassi (sanguinamento dal naso)
- Sangue assunto per motivi alimentari (come nella dieta tradizionale africana Masai che include l'assunzione di sangue prelevato in modo indolore dalla vena giugulare del bestiame, quindi miscelato al latte e lasciato fermentare per alcuni giorni prima del consumo)